# Фонтен-ле-Вервен
Фонте́н-ле-Верве́н (фр. Fontaine-lès-Vervins) — коммуна во Франции, находится в регионе Пикардия. Департамент коммуны — Эна. Входит в состав кантона Вервен. Округ коммуны — Вервен.
Код INSEE коммуны — 02321.

## Население
Население коммуны на 2010 год составляло 987 человек.
| 1962 | 1968 | 1975 | 1982 | 1990 | 1999 | 2010 |
| ---- | ---- | ---- | ---- | ---- | ---- | ---- |
| 720  | 763  | 753  | 822  | 838  | 811  | 987  |

## Экономика
В 2010 году среди 613 человек трудоспособного возраста (15—64 лет) 415 были экономически активными, 198 — неактивными (показатель активности — 67,7 %, в 1999 году было 67,5 %). Из 415 активных жителей работали 373 человека (201 мужчина и 172 женщины), безработных было 42 (28 мужчин и 14 женщин). Среди 198 неактивных 78 человек были учениками или студентами, 57 — пенсионерами, 63 были неактивными по другим причинам.